# Mário Barroso
Mário Alberto Barroso Garcia da Silva (Lisboa, 15 d'agost de 1947) és un cineasta portuguès.

## Família
Fill de José Jacques da Cunha Garcia da Silva i de la seva dona Fernanda de Jesus Simões Barroso, és germà del metge Eduardo Barroso (1949) i de la ballarina Graça Barroso (1950), nebot matern de Maria Barroso i nebot matern, per afinitat, de Mário Soares (anomenat Mário Alberto en honor seu i perquè és el seu fillol); També és cosí germà de l'editor i antic diputat i president de l'Ajuntament de Lisboa João Barroso Soares i del periodista i antic diputat i secretari d'Estat Alfredo Barroso.

## Carrera
Va assistir al Colégio Moderno fins al 1966, després d'haver estat un exiliat polític a la França. Es va graduar com a Director de Teatre en el curs de Cinema i Teatre a l'INSAS, a Bèlgica, el 1968 i a França el 1969 i es va llicenciar en Cinema, en la menció Direcció i Fotografia a l'Institut des hautes études cinématographiques (IDHEC) entre 1973 i 1976, convertint-se en professor a IDHEC/FEMIS el 1983.
També va ser Periodista per a FR-1 per a Àfrica, Reporter i Productor per a Radio France Internationale per a Àfrica el 2000 i director de fotografia de pel·lícules industrials teledramàtiques a la França. Va dirigir diversos curtmetratges, documentals, pel·lícules de televisió i dos llargmetratges, O Milagre Segundo Salomé (2004) i Um Amor de Perdição (2009). Com a director de fotografia va col·laborar en pel·lícules de directors com Manoel de Oliveira, João César Monteiro, José Fonseca e Costa, Raoul Ruiz o Jean-Claude Biette , a més d'innombrables treballs realitzats en pel·lícules de televisió internacionals. També va tenir algunes aparicions com a actor al cinema, concretament a les pel·lícules Francisca (1981) i O Dia do Desespero (1992) de Manoel de Oliveira i A Comédia de Deus (1995) i Vai e Vem (2003) de João César Monteiro.
El 2021, Mário va guanyar el Premi Autores en la categoria de millor pel·lícula amb Ordem Moral.

## Filmografia
- Francisca (1981)
- O Milagre Segundo Salomé (2004)
- Carolina, Fernando e Eu (telefilm, 2005)
- Amigos Como Dantes (telefilm, 2005)
- Love Online (telefilm, 2005)
- Um Amor de Perdição (2010)[4]
- Mario Soares : Memorias do Portugal futuro (2011)
- Ordem Moral (2020)